# Comté de Big Lakes
Le comté de Big Lakes (anglais : Big Lakes County), anciennement le district municipal de Big Lakes, est un district municipal de 5912 habitants, situé dans la province d'Alberta, au Canada.

## Démographie
| 2001  | 2006  | 2011  | 2016  |
| ----- | ----- | ----- | ----- |
| 5 845 | 5 805 | 5 912 | 5 672 |

## Communautés et localités
Villes
- High Prairie
- Swan Hills

Hameaux
- Enilda
- Faust
- Grouard
- Joussard
- Kinuso

Localités
- Aggie
- Big Prairie
- Gilwood
- Heart River
- Heart River Settlement
- Improvement District No. 17
- Kenzie
- Leicester
- Lesser Slave Lake Settlement
- Nine Mile Point
- Prairie Echo
- Salt Prairie
- Salt Prairie Settlement
- Sunset House
- Triangle